# Statue-menhir des Favarels
La statue-menhir des Favarels est une statue-menhir appartenant au groupe rouergat découverte à Murat-sur-Vèbre, dans le département du Tarn en France.

## Description
Elle a été découverte en 1978 près du hameau de Senausse par M. Vergnes lors de travaux agricoles. Elle a été gravée sur une dalle de gneiss de forme rectangulaire mesurant 1,09 m de hauteur sur 0,47 m de largeur au maximum et 0,27 m d'épaisseur qui n'a pas fait l'objet d'une mise en forme préalablement à sa sculpture. C'est une statue féminine. Le visage (sans aucun caractère anthropomorphe) est délimité par un collier à cinq rangs. Les mains sont visibles, elle n'a ni bras ni jambe. Elle porte une ceinture. La face postérieure n'a pas été gravée.
Elle est conservée au centre d'interprétation des mégalithes. La statue-menhir est inscrite monument historique au titre d'objet depuis le 30 octobre 2019.